# Botxí de Somàlia
El botxí de Somàlia (Lanius somalicus) és un ocell de la família dels lànids (Laniidae).

## Hàbitat i distribució
Habita zones àrides amb matolls espinosos de l'est de Sudan del Sud, Etiòpia (excepte el nord-oest), Somàlia i nord de Kenya.